# آنا مارتون
آنا مارتون (بالمجرية: Márton Anna)‏ هي مبارزة بالسيف مجرية، ولدت في 31 مارس 1995 في بودابست في المجر.

## وصلات خارجية
- آنا مارتون على موقع الاتحاد الدولي للمبارزة (الإنجليزية)
- آنا مارتون على موقع الاتحاد الأوروبي للمبارزة (الإنجليزية)
- آنا مارتون على موقع اللجنة الأولمبية الدولية (الإنجليزية)
- آنا مارتون على موقع أوليمبيديا (الإنجليزية)